# Tyrsko
Tyrsko (niem. Dirschau, potocznie Żbik lub Duży Żbik rzadziej Jezioro Gutkowskie, Jezioro Zbzikowe) – jezioro lobeliowe w Olsztynie, województwo warmińsko-mazurskie.

## Położenie i opis jeziora

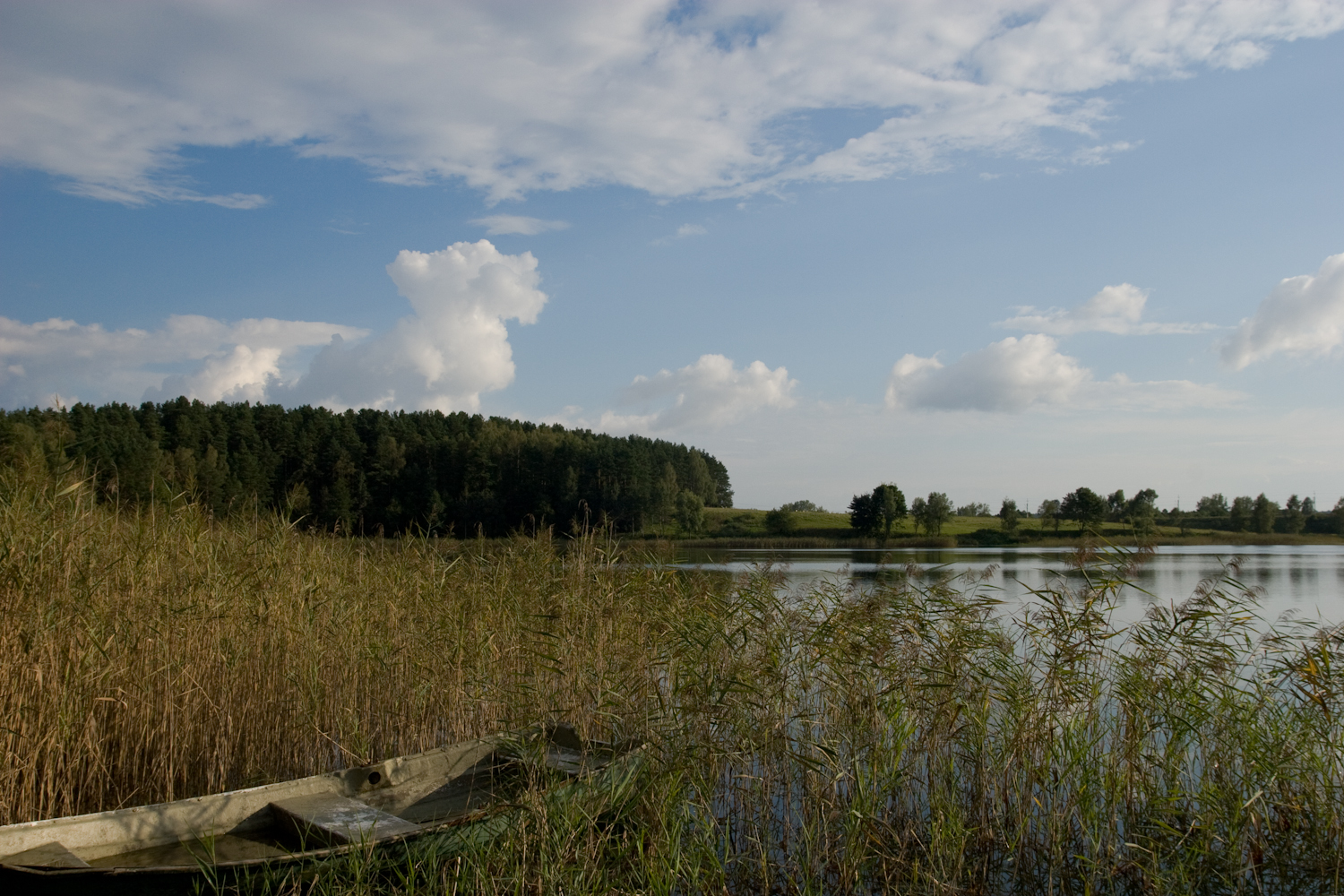
brzegi jeziora Tyrsko

Jezioro Tyrsko położone w Olsztynie, na terenie północno-zachodniego osiedla Gutkowo, pomiędzy jeziorem Ukiel i jeziorem Redykajny (szerokość geograficzna 53º48,3', długość 20º25,5'). Genetycznie stanowi część jeziora Ukiel (Krzywego; obecnie przestrzeń między tymi zbiornikami jest obniżona). Jezioro nie ma dopływów i odpływów powierzchniowych, jest wydłużone w kierunku wschód-zachód. Zbiornik jest stosunkowo głęboki (głębokość maksymalna wynosi 30,4 m, średnia natomiast 9,6 m). Innymi cechami morfometrycznymi są: długość maksymalna (630 m), szerokość maksymalna (455 m) oraz długość linii brzegowej (1620 m). Objętość jeziora to 1 786,1 tys. m³.

## Zlewnia
Zlewnia jeziora Tyrsko obejmuje 68,2 ha. Obrzeża wschodnie, zachodnie oraz północne są wyniesione. Część zachodnia jest ograniczona nasypem kolejowym. Pola uprawne mieszczące się kiedyś wokół jeziora przekształcone w nieużytki oraz częściowo zurbanizowane. Część północna oraz środkowa obecnie została przekształcona w tereny rekreacyjne (w części północnej wybudowano hotel). Część ta jest znacznie wyniesiona, a wzdłuż brzegu mieści się nieutwardzona droga. Oddziela ona brzeg jeziora od młodego boru sosnowego. Na terenie lasu zostały wybudowane domki rekreacyjne. Obrzeża południowe ograniczone nasypem kolejowym (linia Olsztyn-Morąg). Brzegi porośnięte przez wierzbę, trudno dostępne.
Zagospodarowanie zlewni: 24,7 ha (36,2%) zlewni jeziora Tyrsko stanowią lasy. Nieużytki zajmują największą powierzchnię 28,6 ha, co stanowi 41,9% udziału. Bagna i torfowiska pokrywają 6,2 ha (9,1%). Pozostałą powierzchnię zajmują tereny zabudowane (7,6 ha), oraz tereny rekreacyjne i ogrody (1,1 ha).

## Hydronimia
Nazwę Tyrsko wprowadzono urzędowo zarządzeniem w 1958 roku, zastępując poprzednią niemiecką nazwę Dirschau-See. Poza główną urzędową nazwą Tyrsko, jest nazywane także Jezioro Gutkowskie, Żbik, Jezioro Zbzikowe.

## Historia
Jezioro Tyrsko uzyskało miano rezerwatu przyrody w 1957 roku. Ustanowiony został w celu ochrony, rzadkiego na Pojezierzu Mazurskim, poryblinu jeziornego Isoetes lacustris L.. Pierwsze wzmianki o warunkach środowiskowych znaleziono w pracy Olszewskiego i In. (1978). Jezioro Tyrsko zostało wtedy określone jako zbiornik o utrudnionym krążeniu wody, bliski bradymiksji. Scharakteryzowano je jako stosunkowo przezroczyste, o bardzo niskiej węglanowości, znajdujące się na pograniczu β-mezotrofii i eutrofii. Epilimnion był natleniony nierównomiernie, przy jednoczesnym, silnie zaznaczonym maksimum tlenowym metalimnionu. Głębiej stwierdzono stopniowe, nierównomierne obniżanie zawartości rozpuszczonego tlenu. Chudyba i in. (1987) w 1985 r. zbadali fitoplankton i hydrofity jeziora, dzięki czemu jezioro zaliczono do zbiorników β-mezotroficznych, z tendencją do eutrofizacji. O postępowaniu eutrofizacji świadczyła mała liczebność osobników zielenic Chlorophyta oraz okrzemek Bacillariophyceae, w stosunku do dużej ilości sinic Canophyta. Poryblin jeziorny zachował się przy wschodnim brzegu jeziora (okolice kąpieliska) i zajmował 10 m². Obecność gatunku drastycznie zmalała, ponieważ w roku 1970 poryblin jeziorny był notowany na dwóch stanowiskach, o łącznej długości 200–250 m wzdłuż brzegu zbiornika. Wynikiem zmian było zlikwidowanie rezerwatu. Badania przeprowadzane w ciągu 1989 roku przez Kulik i Piotrkowską (1991), potwierdziły niski stopień eutrofizacji jeziora, co również pozwoliło na zakwalifikowanie jeziora jako b-mezotroficzne. Przyspieszenie eutrofizacji zbiornika zostało odnotowane w 1999 roku przez Domurat i Jankowską (2000). Epilimnion był przetleniony (tak jak poprzednio), natomiast w metalimnionie nie występowało maksimum tlenowe. W badanej wodzie oznaczono wzrost zawartości chlorofilu-„a”, co pozwoliło stwierdzić podwyższenie produkcji pierwotnej. Odnotowano również wzrost zawartości fosforu fosforanowego i azotu amonowego, co było symptomem wzbogacania wód przez osady denne.

## Dane z 2003 roku
Jezioro Tyrsko charakteryzowało się niezbyt dynamicznym typem mieszania mas wody. W okresie letnim zauważono wykształcenie się płytkiego epilimnionu, silnie zaznaczoną termoklinę oraz zimny hypolimnion o temperaturze 4,6 °C. Układ ten (wczesne zakładanie uwarstwień wiosną i późne ich likwidowanie) pozwala zakwalifikować jezioro do bradymiktycznych (Olszewski 1959a). Rzadko spotykany, ale charakterystyczny dla badanego zbiornika, jest układ tlenowy. W przeciwieństwie do badań prowadzonych wcześniej, w 2003 roku natlenienie poniżej 1,0 mg/dm³ występowało do 22 metrów głębokości. Notowano również większą produkcję pierwotną oraz zmniejszenie przezroczystości wody. W hypolimnionie obserwowano intensywniejszy proces wzbogacania wód nadennych w fosforany i amoniak, oraz większe stężenie dwutlenku węgla i wzrost wartości BZT5, przy jednoczesnym niskim natlenieniu wody. Na podstawie badań z 2003 roku i wcześniejszych, można stwierdzić, że jezioro Tyrsko znajduje się między dwoma typami jezior: b-mezotroficznego i eutroficznego. Zbiornik nadal jest w niewielkim stopniu mineralizowany. Ma to swoje odzwierciedlenie w ocenie jakości wody, zaproponowanej przez Kudelską i in. (1994), gdzie jezioro Tyrsko zaliczono do II klasy czystości.

## Zagrożenia
- W latach 30. XX wieku jezioro Tyrsko było opisywane jako jezioro oligotroficzne.
- W latach 1957–1987 zostało uznane za rezerwat ze względu na poryblin jeziorny, natomiast w ciągu ostatnich kilku lat za jezioro b-mezotroficzne z tendencją do dalszej eutrofizacji.
- Po likwidacji rezerwatu nastąpiło przekształcanie obrzeży jeziora, likwidacja pól i budowa hotelu, co nie wpływa korzystnie na stan zbiornika.
- Największe zagrożenie niesie nadmierne wykorzystywanie rekreacyjne jeziora.